# Polynema jassidarum
Polynema jassidarum är en stekelart som beskrevs av Perkins 1910. Polynema jassidarum ingår i släktet Polynema och familjen dvärgsteklar. Inga underarter finns listade i Catalogue of Life.